# 254

254(이백오십사)는 253보다 크고 255보다 작은 자연수다.

## 수학
- 합성수로, 그 약수는 1, 2, 127, 254다. 진약수의 합은 130이므로, 254는 부족수다.
  - 82번째 반소수다. 앞의 반소수는 253, 다음 반소수는 259다.
- {\displaystyle 19^{3}-1}은 254로 나누어떨어진다.

## 과학
- NGC 254: 조각가자리 방향에 있는 렌즈형은하.

## 교통
- 일본 254번 국도(일본어판): 도쿄도 분쿄구에서 나가노현 마쓰모토시까지 이어지는 일본의 국도.
- 현도 제254호선

## 군사
- U-254(영어판, 독일어판): 제2차 세계 대전에 사용된 나치 독일의 군용 잠수함.

## 문화유산
- 대한민국의 국보 제254호: 청자 음각연화문 유개매병
- 대한민국의 보물 제254호: 대구 동화사 당간지주
- 대한민국의 사적 제254호: 서울 구 벨기에영사관

## 방송
- 지니 TV의 WeeTV 채널 번호.
- B tv의 헬스메디TV 채널 번호.
- LG헬로비전의 중국 공영 방송인 CCTV4 채널 번호.

## 기타
- 연도: 254년, 기원전 254년
- 텍사스주에는 254개의 카운티들이 있다.